# Oita Trinita
Oita Trinita är ett fotbollslag från Ōita, Japan. Laget spelar för närvarande (2020) i den högsta proffsligan J1 League.

## Titlar
- J2 League: 2002
- J3 League: 2016
- Yamazaki Nabisco Cup: 2008

## Placering tidigare säsonger
| År   | Liga | M  | Po | V  | O  | F  | Pl      | Notering                             |
| 1999 | J2   | 36 | 63 | 21 | 3  | 12 | 3 / 10  |                                      |
| 2000 | J2   | 40 | 81 | 26 | 3  | 11 | 3 / 11  |                                      |
| 2001 | J2   | 44 | 78 | 25 | 4  | 15 | 6 / 12  |                                      |
| 2002 | J2   | 44 | 94 | 28 | 10 | 6  | 1 / 12  | Uppflyttad till J1 för första gången |
| 2003 | J1   | 30 | 26 | 5  | 11 | 14 | 14 / 16 |                                      |
| 2004 | J1   | 30 | 30 | 8  | 6  | 16 | 13 / 16 |                                      |
| 2005 | J1   | 34 | 43 | 12 | 7  | 15 | 11 / 18 |                                      |
| 2006 | J1   | 34 | 47 | 13 | 8  | 13 | 8 / 18  |                                      |
| 2007 | J1   | 34 | 41 | 12 | 5  | 17 | 14 / 18 |                                      |
| 2008 | J1   | 34 | 56 | 16 | 8  | 10 | 4 / 18  |                                      |
| 2009 | J1   | 34 | 30 | 8  | 6  | 20 | 17 / 18 | Nedflyttad till J2                   |
| 2010 | J2   | 36 | 41 | 10 | 11 | 15 | 15 / 19 |                                      |
| 2011 | J2   | 38 | 50 | 12 | 14 | 12 | 12 / 20 |                                      |
| 2012 | J2   | 42 | 71 | 21 | 8  | 13 | 6 / 22  | Uppflyttad till J1 via playoff       |
| 2013 | J1   | 34 | 14 | 2  | 8  | 24 | 18 / 18 | Nedflyttad till J2                   |
| 2014 | J2   | 42 | 63 | 17 | 12 | 13 | 7 / 22  |                                      |
| 2015 | J2   | 42 | 38 | 8  | 14 | 20 | 21 / 22 | Nedflyttad till J3                   |
| 2016 | J3   | 30 | 61 | 19 | 4  | 7  | 1 / 16  | Uppflyttad till J2                   |

- M: Antal matcher spelade, Po Antal poäng, V Vunna matcher, O Oavgjorda matcher, F Förlorade matcher, Pl Placering i tabellen/antal lag

## Spelartrupp
Aktuell 23 april 2022
| Nr | Land      | Pos | Namn              |
| -- | --------- | --- | ----------------- |
| 1  | Japan     | MV  | Shun Takagi       |
| 2  | Japan     | F   | Yuki Kagawa       |
| 3  | Japan     | F   | Yuto Misao        |
| 4  | Japan     | F   | Keisuke Saka      |
| 6  | Japan     | MF  | Yuki Kobayashi    |
| 7  | Japan     | MF  | Rei Matsumoto     |
| 8  | Japan     | MF  | Yamato Machida    |
| 10 | Japan     | MF  | Naoki Nomura      |
| 11 | Japan     | MF  | Hokuto Shimoda    |
| 13 | Japan     | A   | Kohei Isa         |
| 14 | Japan     | F   | Yukitoshi Ito     |
| 15 | Japan     | F   | Yuta Koide        |
| 16 | Japan     | A   | Arata Watanabe    |
| 17 | Japan     | MF  | Kenta Inoue       |
| 18 | Japan     | A   | Kazuki Fujimoto   |
| 19 | Japan     | F   | Katsunori Ueebisu |
| 20 | Japan     | A   | Shun Nagasawa     |
| 21 | Brasilien | MF  | Eduardo Neto      |
| 22 | Brasilien | A   | Samuel            |

| Nr | Land      | Pos | Namn                                           |
| -- | --------- | --- | ---------------------------------------------- |
| 23 | Japan     | MF  | Hiroto Nakagawa                                |
| 24 | Japan     | MV  | Konosuke Nishikawa                             |
| 25 | Japan     | MF  | Seigo Kobayashi                                |
| 27 | Japan     | MF  | Tsukasa Umesaki                                |
| 28 | Japan     | MF  | Junya Nodake                                   |
| 29 | Japan     | A   | Shinya Utsumoto                                |
| 31 | Brasilien | MF  | Matheus Pereira (lån från Atlético Goianiense) |
| 32 | Japan     | MV  | Taro Hamada                                    |
| 33 | Japan     | A   | Hiroto Goya                                    |
| 38 | Japan     | MF  | Keita Takahata                                 |
| 39 | Japan     | MF  | Asahi Masuyama                                 |
| 41 | Japan     | F   | Ryosuke Tone                                   |
| 43 | Japan     | MF  | Masaki Yumiba                                  |
| 44 | Japan     | MV  | Shun Yoshida                                   |
| 49 | Japan     | F   | Kento Haneda                                   |
| 50 | Japan     | A   | Yusei Yashiki                                  |

## Tidigare spelare
- Hiroshi Kiyotake
- Akira Kaji
- Satoru Yamagishi
- Kazuya Maekawa
- Ryuji Michiki
- Tadatoshi Masuda
- Hiromi Kojima
- Shusaku Nishikawa
- Shinji Murai
- Tsukasa Umesaki
- Daiki Takamatsu
- Yuzo Tashiro
- Kazumichi Takagi
- Naoya Kikuchi
- Akihiro Ienaga
- Mu Kanazaki
- Masato Morishige
- Lorenzo Staelens
- Magno Alves
- Ricardo Lucas
- Edwin Ifeanyi
- Richard Witschge